# Ian Craib
Ian Craib (ur. 12 grudnia 1945, zm. 22 grudnia 2002) – brytyjski socjolog i psychoterapeuta psychoanalityczny.
Pochodził z rodziny robotniczej. Skończył Trinity School of John Whitgift w Croydon i wstąpił na wydział socjologiczny w South Bank Polytechnic, a stopień doktora uzyskał na uniwersytecie Manchester. Od 1973 roku związany był z uniwersytetem w Essex, a od 1997 roku był profesorem tejże uczelni. Od końca lat 80. XX wieku był psychoterapeutą w North Essex Mental Health Trust.
Od samego początku kariery naukowej zainteresowany był związkami pomiędzy teoriami społecznymi a filozofią. Był zdeklarowanym humanistą marksistowskim, silnie zainspirowanym egzystencjalizmem Jean-Paul Sartre'a. Był działaczem trockistowskiej organizacji Międzynarodowi Socjaliści, a następnie działał w ramach Partii Pracy. W późniejszych latach poświęcił się nauczaniu, pracy terapeutycznej i pisaniu.
Zainteresowania egzystencjalizmem zaprowadziły go do psychoanalizy. W połowie lat 80. XX wieku został certyfikowanym analitycznym psychoterapeutą grupowym Londyńskiego Centrum Psychoterapii. Związki pomiędzy wykształceniem socjologicznym a wiedzą psychoanalityczną znalazły szczególne miejsce w jego książce Psychoanalysis And Social Theory (1989).
Ian Craib całe życie starał się być „poważnym marksistą”, choć pod koniec życia stwierdzał, że był raczej „niepoważnym” marksistą - bliżej mu było, być może, do stanowiska anarchosyndykalistycznego - choć, jak dodawał, do końca nie wie, co ten termin znaczy.
Był wieloletnim współpracownik czasopisma Radical Philosophy. W 1993 roku zdiagnozowano u niego raka, na którego zmarł w 2002 roku.

## Prace
- Existentialism and Sociology - a Study of Jean-Paul Sartre, Cambridge University Press, 1976.
- Modern Social Theory - from Parsons to Habermas, Harvester-Wheatsheaf, London, 1984.
- Psychoanalysis and Social Theory: The Limits of Sociology, Harvester Wheatsheaf, 1989.
- Anthony Giddens, Routledge, 1992.
- The Importance of Disappointment, Routledge, 1994.
- Classical Social Theory, 1997.
- Experiencing Identity, Sage, 1998.
- Philosophy of Social Science: Philosophical Foundations of Social Thought (razem z Tedem Bentonem), Palgrave, 2001. (wyd. pol. Filozofia nauk społecznych. Od pozytywizmu do postmodernizmu, tłum. Lotar Rasiński, Wrocław 2003).